# Upplands runinskrifter 887
Upplands runinskrifter 887 är en runsten i Skillsta, Skogs-Tibble socken, Uppsala kommun i Uppland. Den är ristad någon gång under 1000-talets slut och har en av Europas tidigaste avbildningar av en bevingad drake.

## Runstenen
Runstenen U 887 står på en morän-holme i en åker belägen ca 110 meter norr om vägen mellan Skogs-Tibble och Hagby och 300 meter nordöst om infarten till Ångelsta.
Stenen är ungefär 2,15 meter hög, 1,55 meter bred och har en tjocklek på 2 decimeter. Den är av en rödaktig, grovkornig granit. Runorna och ornamentiken är djupt och tydligt ristad. Ristningen är välbevarad förutom en skada högst upp. Ornamentiken är välgjord trots att U 887 är den enda kända ristningen av Örik. Bildytan innehåller inget kors som brukligt, utan istället en bevingad drake. Ornamentiken avgränsas längst ner av en repstav.

## Inskriften
Translitterering av runraden:
× iokeʀ × auk × fastkeʀ × auk × au(r)(i)(k)r × litu · rita · sten × yftiʀ × borkeʀ × faþur sin frehn selfr · hiok × aurikr × yfti : sin · faþur · runi · þisa · roþi ' sa ' kuni
Normalisering till fornvästnordiska:
Iogæiʀʀ ok Fastgæiʀʀ ok Aurikʀ/Øyrikʀ letu retta stæin æftiʀ Borggæiʀ, faður sinn frægan. Sialfʀ hiogg Aurikʀ/Øyrikʀ æftiʀ sinn faður runi þessa. ʀaði sa kunni.
Översättning till nusvenska:
Joger och Fastger och Örik  läto uppresa stenen efter Bor(g)ger, sin  frejdade fader. Själv högg Örik efter sin fader dessa runor. Tyde den som kan.

## Historia
Skillsta-stenen var känd av Johannes Bureus och avbildades av  Johannes Rhezelius, men avbildades varken i Johan Peringskiölds Monumenta eller i Bautil. Stenen beskrevs av Richard Dybeck i hans Svenska Runurkunder (1857). 1943 lutade stenen kraftigt bakåt, men stadgades upp av Riksantikvarieämbetet 1946.